# Roma Villa Bonelli
Roma Villa Bonelli (wł: Stazione di Villa Bonelli) – przystanek kolejowy w Rzymie, w regionie Lacjum, we Włoszech. Znajdują się tu 2 perony.